# Cotorra frontvermella
La cotorra frontvermella (Pyrrhura rhodocephala) és una espècie d'ocell de la família dels psitàcids que habita la selva humida de les muntanyes de l'oest de Veneçuela.